# Washington County Museum of Fine Arts
Le Washington County Museum of Fine Arts est un musée d'art américain situé dans la ville d'Hagerstown, siège du comté de Washington dans l'État du Maryland aux États-Unis. Le musée est fondé en 1929, à la suite d'un don de la part du couple Singer, composé d'Anna Brugh Singer, une native de la ville, et du peintre William Henry Singer (de), riche héritier et peintre post-impressionniste ayant fait carrière entre les États-Unis et l'Europe. Membre de l'American Alliance of Museums, il est situé dans le parc municipal de la ville (en).

## Histoire

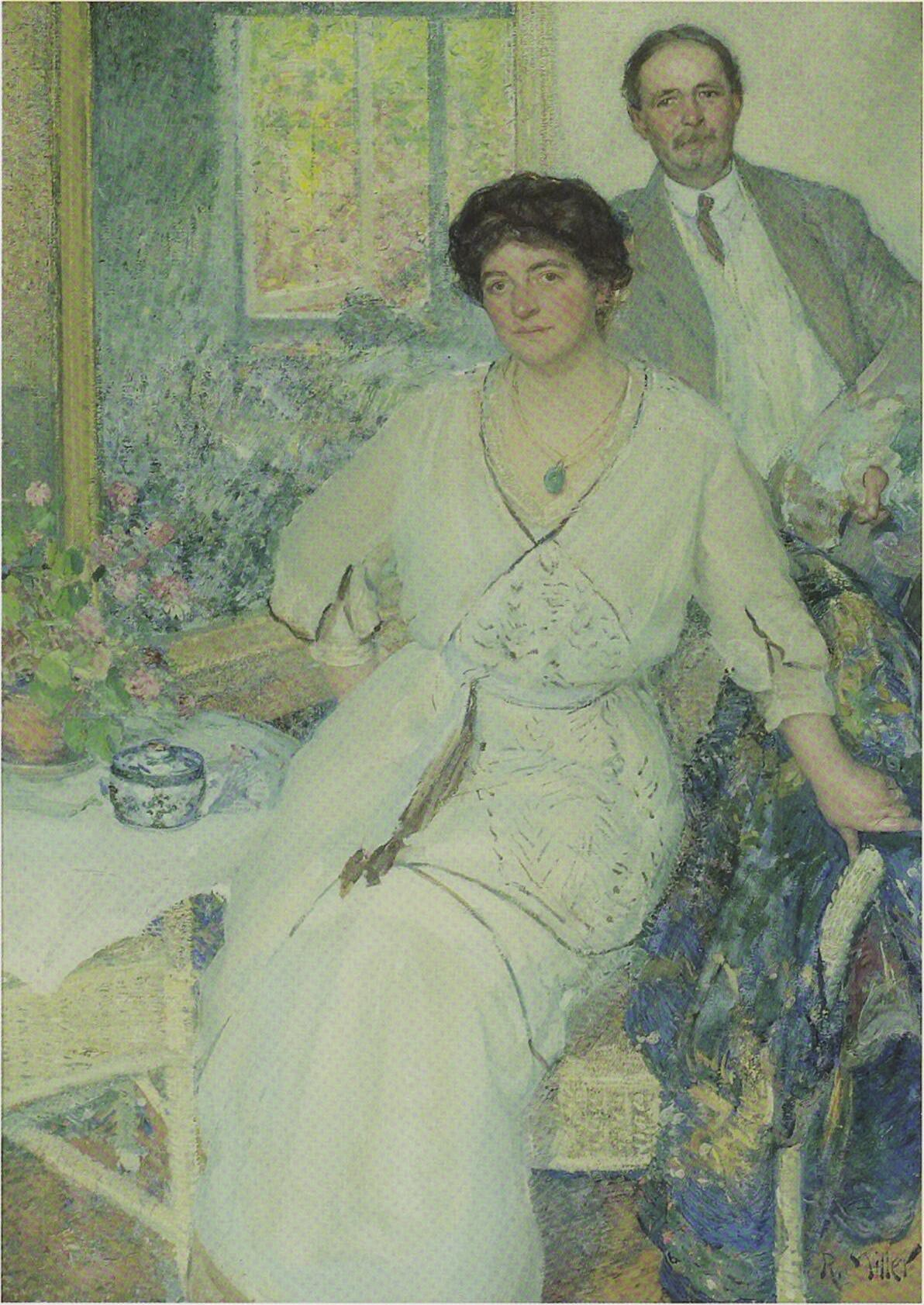
Portrait du couple réalisé par le peintre Richard E. Miller dans les années 1920.

En 1929, le couple Singer, composé d'Anna Brugh Singer, native d'Hagerstown, et du peintre William Henry Singer (de), offre un don financier à la ville afin de construire un musée au sein du parc municipal (en).
William Henry Singer, riche héritier d'un magnat de l'acier originaire de la ville de Pittsburgh, connu une longue carrière entre les États-Unis et l'Europe, avec de longs séjours aux Pays-Bas et en Norvège pendant la plus grande partie de sa vie, se spécialisant notamment dans les paysages de la Norvège. Avec sa femme, il fut un grand collectionneur d'art. Après son décès, sa femme sera notamment à l'origine de la fondation du musée Singer Laren dans la ville de Laren aux Pays-Bas, ainsi qu'un don d’œuvres au West Norway Museum of Decorative Art (en) de Bergen en Norvège, parmi de nombreuses autres œuvres philanthropiques.
Le cabinet d'architecture new-yorkais Hyde & Shepherd conçoit le bâtiment principal dans un style néo-géorgien (en). Débutée en 1930, la construction prend fin en 1931, date à laquelle le musée est inaugurée, avec une sélection d'oeuvres issu de la collection du couple Singer.
En 1946, Anna Signer finance le premier agrandissement du musée qui reçoit deux nouvelles ailes, achevées en 1949. En 1994, le musée connaît une nouvelle extension, avec la création d'une cour ouverte autour de l'entrée principale.

## Vue extérieur du musée

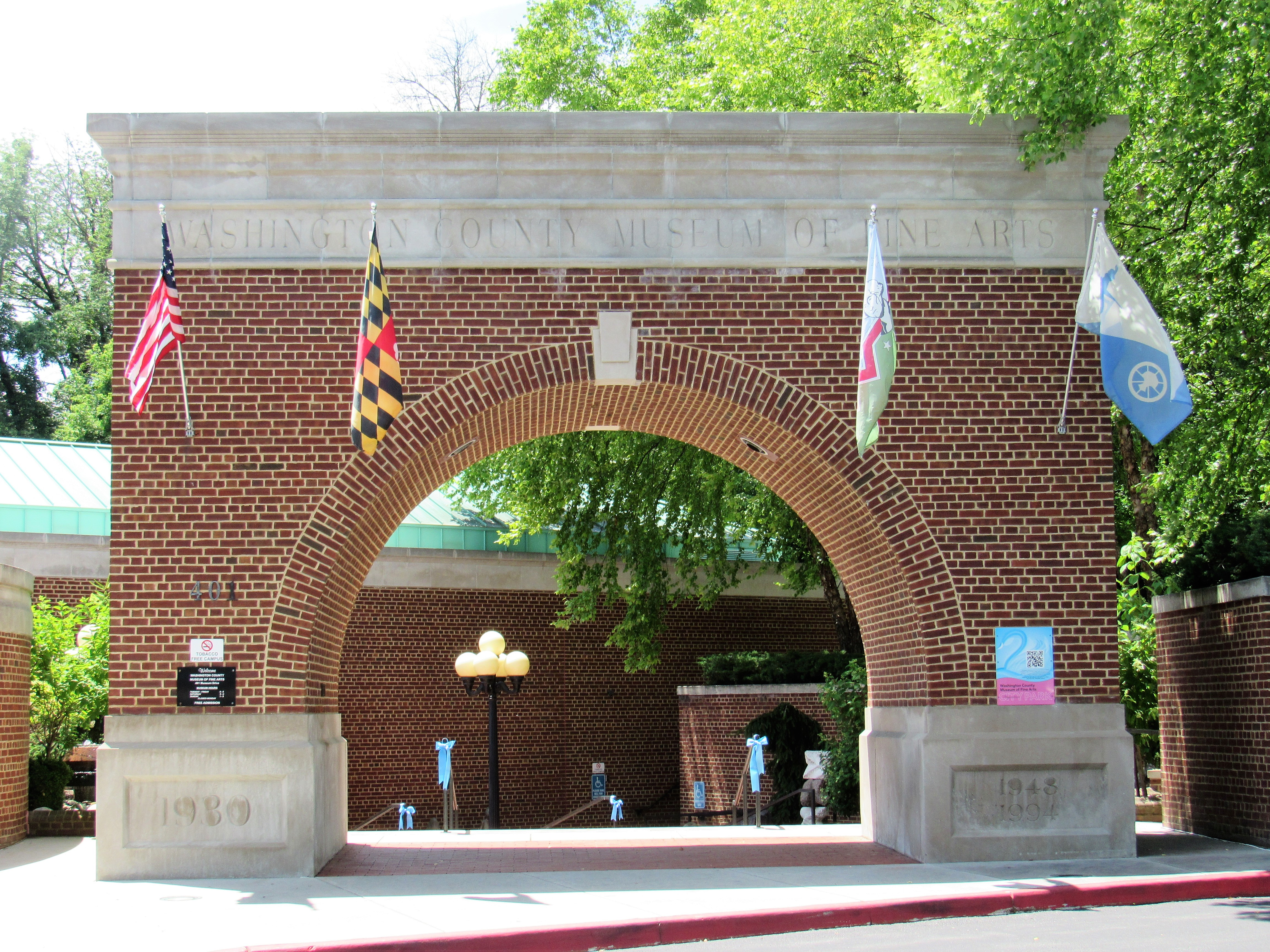
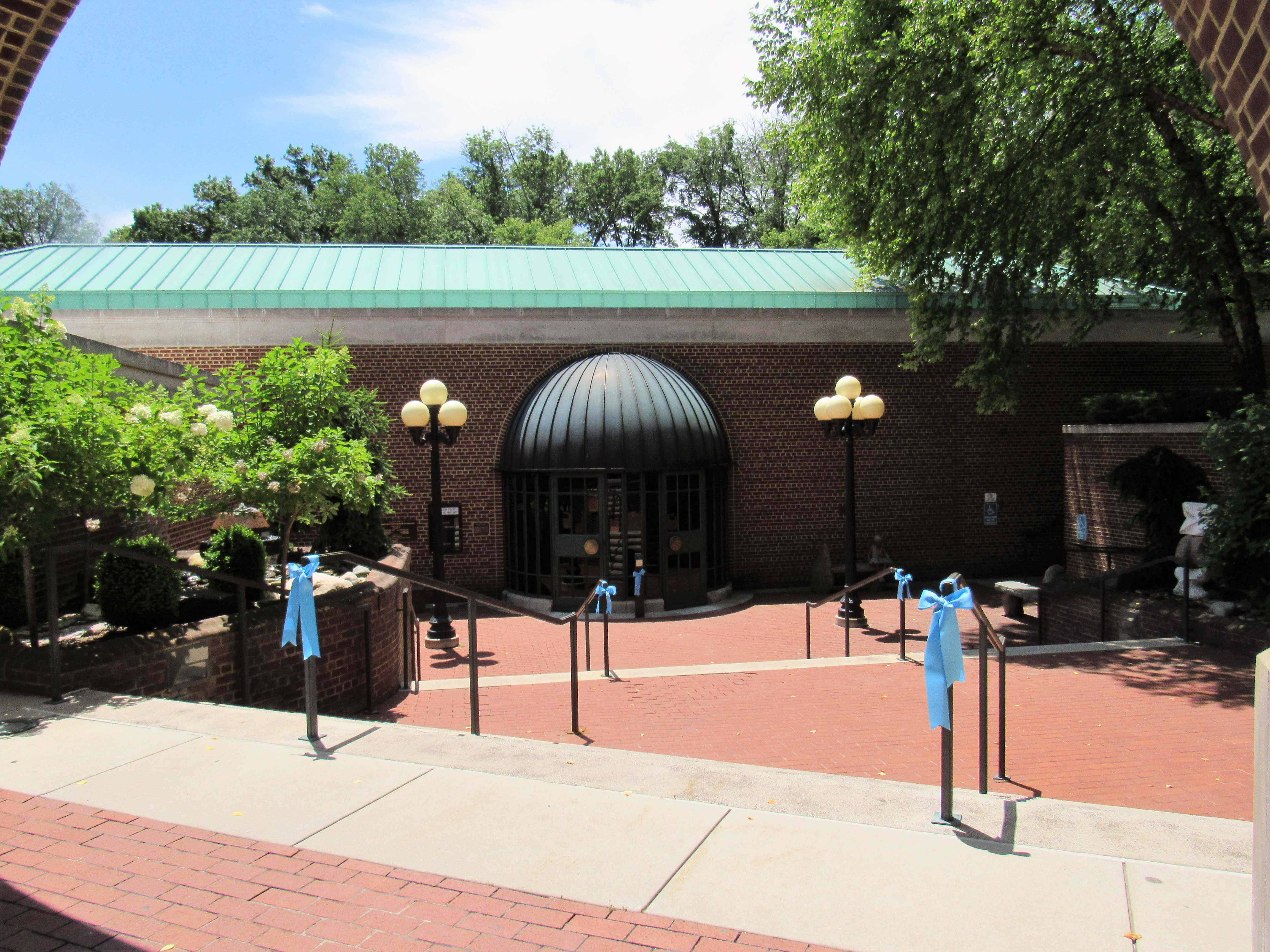
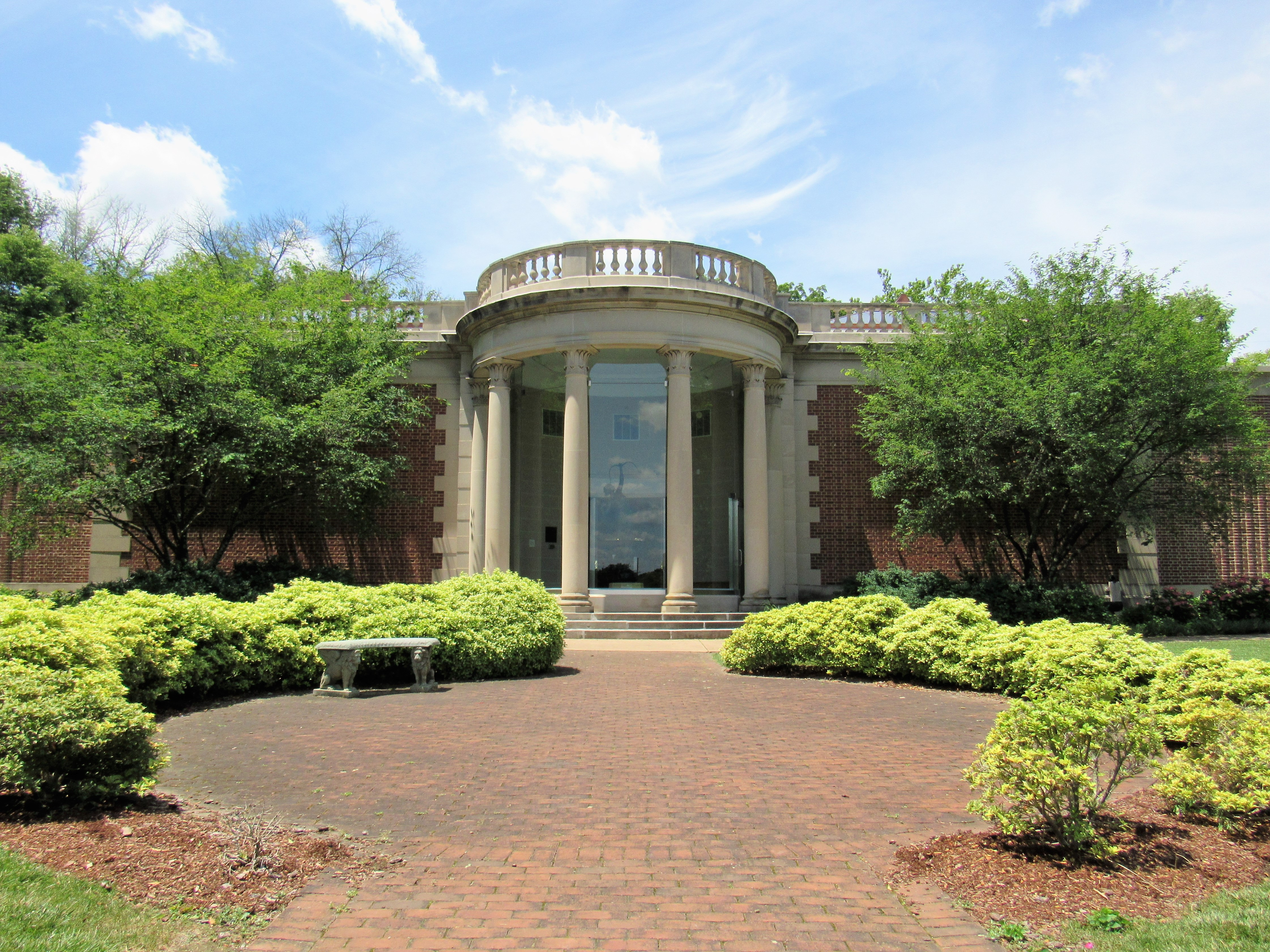
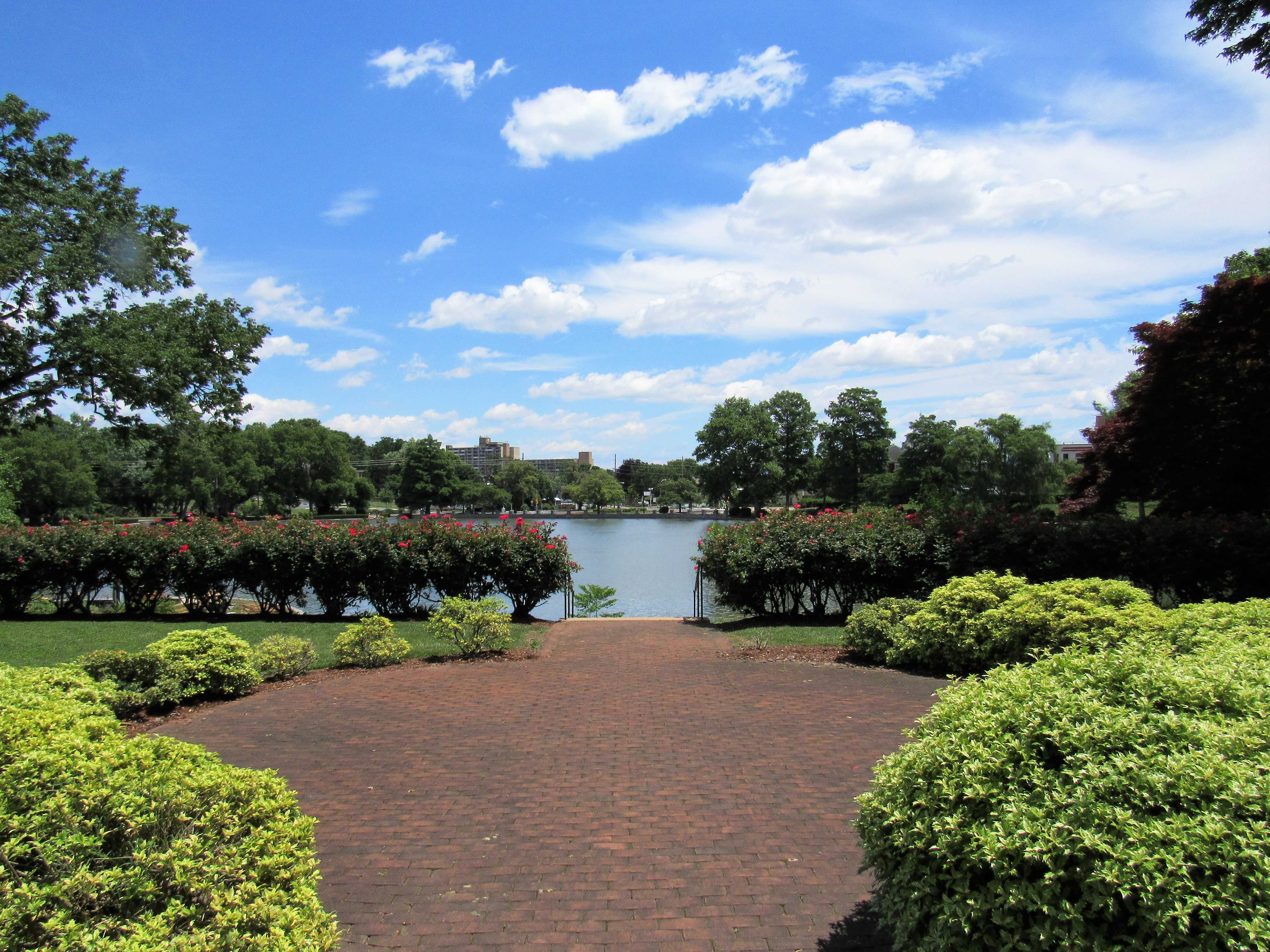
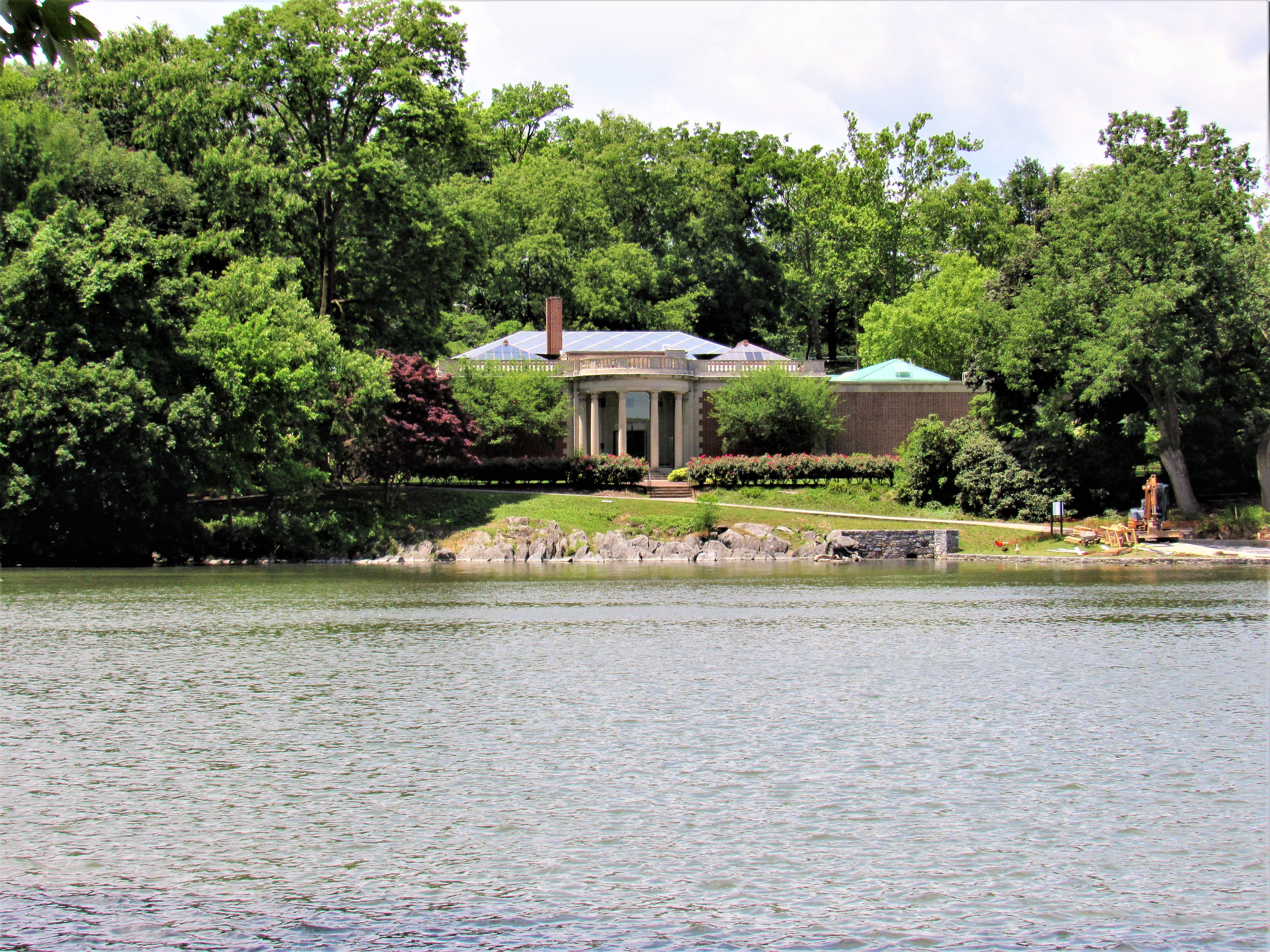

## Collections
Le musée abrite plus de six mille œuvres d'art, principalement dans le domaine de la peinture, de la sculpture, du dessin et des arts décoratifs. Une grande partie des œuvres des différentes collections du musée sont consacrées à l'art américain, avec de nombreuses œuvres de peintres et sculpteurs américains du XIXe siècle, XXe siècle et XXIe siècle, comme Benjamin West, Thomas Sully, Frederic Edwin Church, Thomas Cole, William Merritt Chase, Thomas Moran, Milton Clark Avery, Paul Wayland Bartlett, Albert Bierstadt, Emily Clayton Bishop (en), Ralph Albert Blakelock, Harrison Bird Brown, John George Brown (en), Bruce Crane, Jasper Francis Cropsey, Arthur Bowen Davies, Henry Golden Dearth, Louis Paul Dessar, Asher Brown Durand, Charles Warren Eaton, Louis Eilshemius, Frederick Carl Frieseke, Maurice Fromkes (es), William James Glackens, Walter Griffin, Albert Lorey Groll, Charles P. Gruppé (en), Philip Guston, Grace Hartigan, Childe Hassam, William Stanley Haseltine, Robert Henri, William Henry Howe, Henry Inman, Robert Indiana, George Inness, Max Kalish (en), John Frederick Kensett, John LaFarge, Dominick Labino (en), Ernest Lawson, Edmund Darch Lewis, Jonas Lie, George Luks, Homer Dodge Martin, Willard Metcalf, Alfred Jacob Miller, Robert Crannell Minor, John Francis Murphy, Robert Loftin Newman (en), John Noble, Leonard Ochtman, Edgar Payne, Guy Pène du Bois, Henry Ward Ranger, Robert Lewis Reid, William Trost Richards, Norman Rockwell, Severin Roesen, Augustus Saint-Gaudens, Aaron Draper Shattuck, Sigourd Skou, William Louis Sonntag Sr., Eugene Speicher (en), Maurice Sterne (en), Edward Steichen, Frank Stella, John Robinson Tait, Abbott Handerson Thayer, Dwight William Tryon, John Henry Twachtman, Eugène Lawrence Vail, Frederick Judd Waugh, Julian Alden Weir, James Abbott McNeill Whistler, Worthington Whittredge et Alexander Helwig Wyant.
En complément, le musée possède une collection dédiée aux artistes originaires ou liés à l'État du Maryland. Elle comprend notamment des œuvres de plusieurs membres de la famille Peale originaire du Maryland, comme Charles Willson Peale, Raphaelle Peale, Rembrandt Peale et Sarah Miriam Peale, des toiles d'Hugh Bolton Jones et Charles H. Walther, originaire de Baltimore et de John Ross Key et Claggett D. Spangler, tous deux nés à Hagerstown. Le musée possède par ailleurs de nombreux tableaux de son fondateur, William Henry Singer (de).
Le musée abrite également plusieurs œuvres de peintres et sculpteurs européens, comme les maîtres Timoteo della Vite, Giovanni Mazone, Cornelis Janssens van Ceulen, Godfried Schalken, Pierre Mignard ou José de Ribera, des marines de l'époque américaine du peintre James Buttersworth, des œuvres de peintres français, comme Gustave Courbet, Henri Fantin-Latour, Gaston de La Touche ou des frères Le Nain et de peintres néerlandais, comme Jacob Dooijewaard ou Johan Barthold Jongkind, ainsi qu'une collection de treize œuvres du sculpteur Auguste Rodin, dont un Saint Jean Baptiste.
Le musée possède également une étude d'Abraham Lincoln réalisée par le sculpteur Gutzon Borglum et utilisée pour la réalisation du mont Rushmore. Le vitrail de la rotonde du musée est ajouté par l’artiste local Robert Martin en 1999, sous laquelle est exposée une statue représentant la déesse de la chasse Diane réalisée par la sculptrice Anna Hyatt Huntington, offerte par l'artiste au musée à l'occasion de son dixième anniversaire en 1941.

## Œuvres

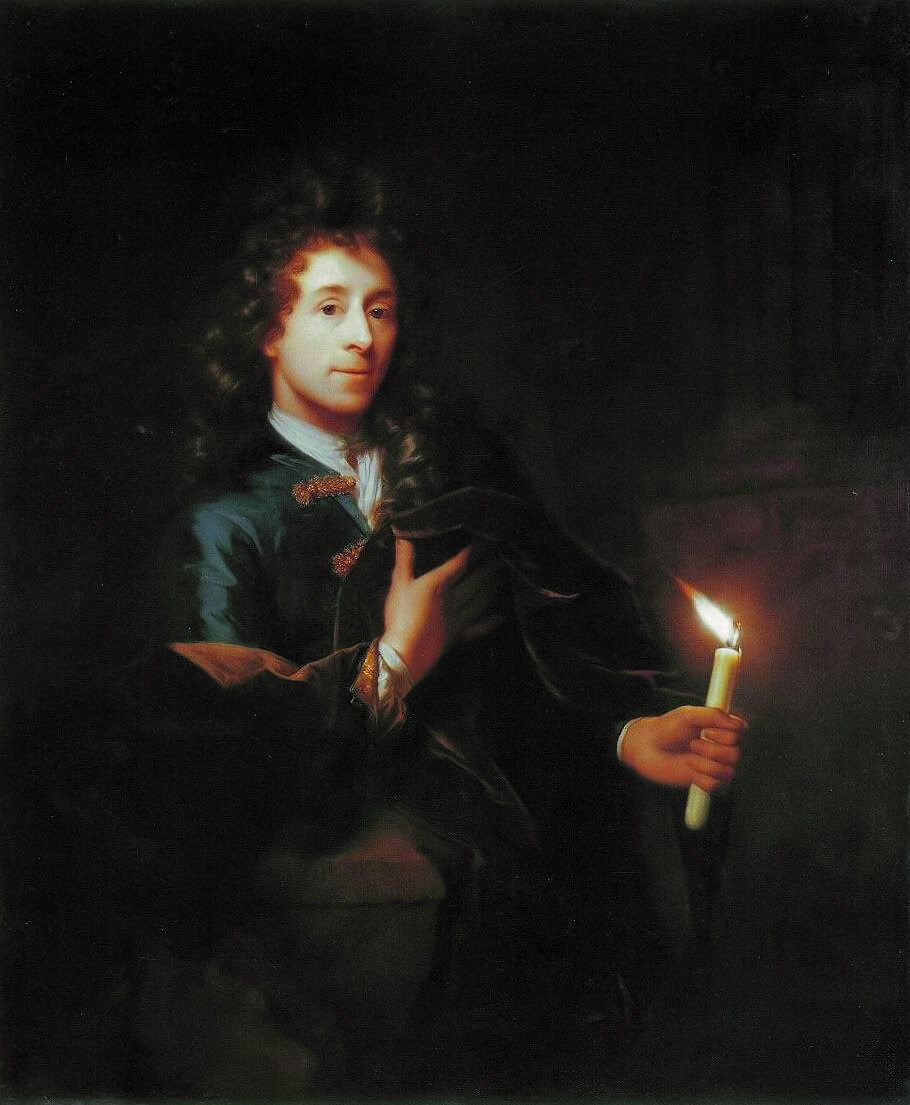
Godfried Schalken : Autoportrait, 1694
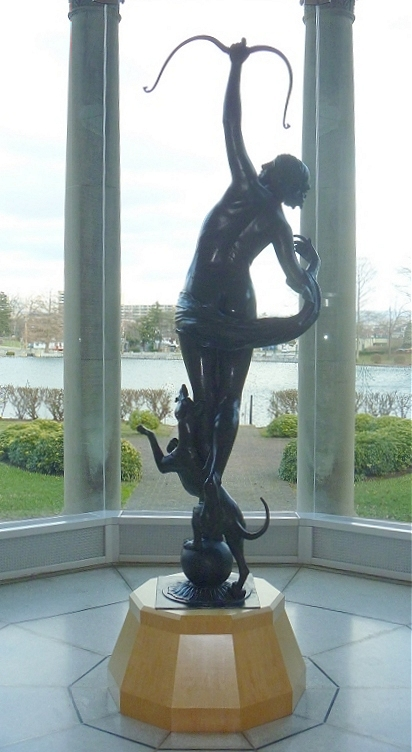
Anna Hyatt Huntington : Diana of the Chase, 1922